# 周幼马
周幼马（1943年—），男，汉族，中华人民共和国政治人物，中国共产党党员，第十一届全国政协委员，曾任今日中国杂志社主任记者、马海德基金会理事长。

## 生平
2008年，当选第十一届全国政协委员，代表对外友好界，分入第四十七组。并担任外事委员会专委。

## 家庭
其父为马海德。